# Еджмонт (Нью-Йорк)
Еджмонт (англ. Edgemont) — переписна місцевість (CDP) в США, в окрузі Вестчестер штату Нью-Йорк. Населення — 9394 особи (2020).

## Географія
Еджмонт розташований за координатами 40°59′55″ пн. ш. 73°49′8″ зх. д. / 40.99861° пн. ш. 73.81889° зх. д. (40.998643, -73.818977).  За даними Бюро перепису населення США в 2010 році переписна місцевість мала площу 6,73 км², з яких 6,64 км² — суходіл та 0,09 км² — водойми.

## Демографія
Згідно з переписом 2010 року, у селищі мешкало 7116 осіб у 2411 домогосподарстві у складі 1984 родин. Густота населення становила 1058 осіб/км².  Було 2533 помешкання (377/км²).
Расовий склад населення:
| - 73,3 % — білих - 22,2 % — азіатів - 1,5 % — чорних або афроамериканців - 0,1 % — корінних американців - 1,0 % — осіб інших рас |

До двох чи більше рас належало 2,0 %. Частка іспаномовних становила 4,8 % від усіх жителів.
За віковим діапазоном населення розподілялося таким чином: 29,0 % — особи молодші 18 років, 56,1 % — особи у віці 18—64 років, 14,9 % — особи у віці 65 років та старші. Медіана віку мешканця становила 43,6 року. На 100 осіб жіночої статі у селищі припадало 94,4 чоловіків;  на 100 жінок у віці від 18 років та старших — 88,2 чоловіків також старших 18 років.
Середній дохід на одне домашнє господарство  становив 278 501 долар США (медіана — 200 952), а середній дохід на одну сім'ю — 291 932 долари (медіана — 209 171). Медіана доходів становила 160 541 долар для чоловіків та 122 813 долари для жінок. За межею бідності перебувало 4,6 % осіб, у тому числі 5,4 % дітей у віці до 18 років та 5,9 % осіб у віці 65 років та старших.
Цивільне працевлаштоване населення становило 3457 осіб. Основні галузі зайнятості: освіта, охорона здоров'я та соціальна допомога — 25,5 %, фінанси, страхування та нерухомість — 23,6 %, науковці, спеціалісти, менеджери — 23,4 %.